# قاتل حرفه‌ای
قاتل حرفه‌ای یا سلطان آدمکش‌ها یا قاتل قراردادی (به انگلیسی: Hitman) فیلمی به کارگردانی استفان تونگ محصول سال ۱۹۹۸ هنگ کنگ است که از بازیگران اصلی آن می‌توان به جت لی و اریک تانگ، سیمون یام، گیگی لیونگ اشاره کرد.

## داستان فیلم
فو (جت لی) جوانی با مهارت‌های رزمی فراوان ولی خوش قلب است. او به علت مشکلات مالی به مؤسسه تسوکاماتو می‌رود تا در شکار قاتل تسوکاموتو شرکت کند. او با مردی به نام «نوک لو» (اریک تانگ) هم دست می‌شود و به خانه او می‌رود. رأفت قلب او باعث شکست او در اولین مأموریتش می‌شود ولی…

## بازیگران
جت لی
اریک تانگ
سیمون یام
گیگی لیونگ